# Марко Манчић
Марко Манчић (Пирот, 16. новембар 1983) је бивши српски фудбалер и садашњи помоћни тренер Радничког Пирот, где је провео већи део играчке каријере.

## Каријера
Манчић је започео сениорску каријеру у свом родном граду, у клубу Раднички Пирот, као и професиналну почетком двехиљадитих година. У Хајдук из Куле прешао је током сезоне 2002/2003. године, одиграо две утакмице и постигао један гол. Наредне три године био је на позајмицама у Врбасу, Елану Србобран и два пута у Радничком Пирот.
Средином 2006. године трајно се вратио у Раднички Пирот, где је остао наредне две сезоне. Након тога наступао је за Власину, Балкански и Раднички Ниш. Током лета 2012. године, још једном се вратио у Раднички Пирот и помогао тиму да освоји Српску лигу Исток у сезони 2015/16.. У лето 2018. године, након завршетка сезоне Прве лиге Србије, Манчић је окончао фудбалску каријеру. Од 2018. године у Радничком Пирот ради као помоћни тренер.

## Трофеји

### Раднички Пирот
- Српска лига Исток: 2004/05. 2015/16.

### Раднички Ниш
- Српска лига Исток: 2010/11.